# Carla Peterson
Pour les articles homonymes, voir Carla et Peterson.
Carla Peterson, née le 6 avril 1974 à Córdoba, est une actrice et directrice de théâtre argentine.

## Filmographie
- 1992 : Princesa (série télévisée) (19 épisodes)
- 1994 : To Learn to Fly (série télévisée) : Julieta (2 épisodes)
- 1994-1995 : Montaña rusa (série télévisée) : María (468 épisodes)
- 1996 : La nena (série télévisée) (13 épisodes)
- 1997 : My Better Halves (série télévisée) : Valeria (39 épisodes)
- 1998 : Te quiero, te quiero (série télévisée) (3 épisodes)
- 1998 : Ojitos verdes (série télévisée) (39 épisodes)
- 1998 : La nocturna (série télévisée) (3 épisodes)
- 1999-2000 : Verano del '98 (série télévisée) : Perla Gómez (473 épisodes)
- 2001 : Young Lovers (série télévisée) : Lucía Prieto (129 épisodes)
- 2002-2004 : Son amores (série télévisée) : Brigitte Monti (463 épisodes)
- 2004 : Los pensionados (série télévisée) : Sandra (115 épisodes)
- 2004 : La niñera (série télévisée) : Ana Wainer (81 épisodes)
- 2005 : Killer Women (mini-série) : Analia
- 2005 : Amarte así (série télévisée) : Chantal González (119 épisodes)
- 2006-2007 : Sos mi vida (série télévisée) : Constanza Insúa (231 épisodes)
- 2007-2008 : Lalola (série télévisée) : Dolores 'Lola' Padilla (77 épisodes)
- 2008 : La Fenêtre (La Ventana) : Claudia
- 2008-2009 : Los exitosos Pells  (série télévisée) : Sol Casenave (158 épisodes)
- 2010 : Plumíferos - Aventuras voladoras : Clarita (voix)
- 2010 : El mural : Blanca Luz Brum
- 2010 : Un año para recordar (série télévisée) : Ana (8 épisodes)
- 2011 : Sidewalls : Marcela
- 2012 : 2 + 2 : Betina
- 2012 : Tiempos Compulsivos (mini-série) : Inés Alonso (9 épisodes)
- 2013 : En terapia (série télévisée) : Juliana Rosso
- 2014 : Sunstrokes : Flor
- 2014-2015 : Guapas (série télévisée) : María Emilia 'Mey' García del Río (173 épisodes)
- 2015 : Dispuesto a todo (téléfilm) : la thérapeute
- 2016 : Una noche de amor : Paola
- 2016 : Inseparables : Verónica
- 2016 : Educando a Nina (série télévisée) : Paz Echegaray (6 épisodes)
- 2017 : Libro de la Memoria: Homenaje a las víctimas del atentado (court métrage)
- 2017 : Mamá se fue de viaje d'Ariel Winograd : Vera
- 2018 : Recreo : Andrea
- 2018 : Animal : Susana Decoud
- 2018 : Cien días para enamorarse (série télévisée) : Laura Contempomi (65 épisodes)

### Séries télévisées
- 2025 : L'Éternaute (El Eternauta) : Elena